# Rest Stop: Don't Look Back
Rest Stop: Don't Look Back es la secuela de la película de 2006 Rest Stop. Está protagonizada por Richard Tillman, Jessie Ward, Graham Norris, y Brionne Davis. Los únicos actores que retornaron de la primera película son Joey Mendicino (Jesse Puños) y la familia de Winnebago (Diane Salinger, Michael Childers, Gary y Edmund Entin, y Mikey Correos).

## Argumento
En 1970, la familia Winnebago se encuentra con el conductor (Brionne Davis) colocándoese al lado de la carretera contigua a la camioneta amarilla. Una vez en la casa rodante, la señora Winnebago comienza a coquetear en gran medida con el conductor, pidiendo a  Scotty, su hijo físicamente deforme, que les tome una foto con su cámara. Más tarde esa noche, el Sr. Winnebago encuentra al conductor teniendo relaciones sexuales con su esposa. Su esposa entonces le  dice que ella está siendo violada (lo cual no es verdad) y le pide a su marido atacar, torturar y matar al conductor. El fantasma del conductor después mata a la familia a través de la calle de la parada de descanso. Un año después que Jesse y Nicole desaparecieron, el hermano de Jesse, Tom (Tillman) regresa de Irak . Tom decide ir en busca de su hermano con su novia Marilyn (Ward) y uno de los amigos de Nicole, Jared (Norris), quien ha estado enamorado de ella desde hace mucho tiempo.

## Reparto
- Richard Tillman como Tom Hilts.
- Jessie Ward como Marilyn.
- Graham Norris como Jared.
- Joey Mendicino como Jesse Hilts.
- Julie Mond como Nicole.
- Brionne Davis como el conductor.
- Diane Salinger como Sra. Winnebago
- Michael Childers como Sr. Winnebago
- Gary Entin como gemela #1.
- Edmund Entin como gemela #2.
- Mikey Postcomo Scotty.
- Steve Railsback como empleado de la tienda.